# Џеврински камен
Џеврински камен (Џеврин, Ђеврин) је маркантан кречњачки врх (434 м.н.в.), на десној обали Дунава на улазу у Сипску клисуру, 8km низводно од Текије (прво узвишење источно од Брзујке).
Много боље је видљив са румунске обале Дунава, са српске стране добро је уочљив једино са дела Ђердапске магистрале код ушћа Џевринског потока. Џеврински камен није повезан са Џевринском гредом, представља одвојен олистолитски блок, који се са доње стране клинасто завршава у формацији џевринских кредних слојева. У подножју се налази безимени хладни извор занемарљиве издашности, а на обали Дунава субтермални извор Џевринска бања, потопљен ђердапском акумулацијом.